# Jeannine Pilloud
Jeannine Pilloud (bürgerlich Jeannine Pilloud Herr; * 12. April 1964; heimatberechtigt in Zürich und Châtel-Saint-Denis) ist eine Schweizer Managerin.

## Leben

### Ausbildung und Studium
Die Familie Pilloud stammt aus Châtel-Saint-Denis, doch bereits die Grosseltern zogen nach Dübendorf. Der Vater arbeitete für die Schweizerische Bankgesellschaft (heute UBS), die Mutter war Hausfrau. Pilloud wuchs in Dübendorf auf. Sie besuchte das Gymnasium in Oerlikon.
Pilloud studierte Germanistik, Geschichte und Publizistik an der Universität Zürich. Parallel dazu besuchte sie die Ringier-Journalistenschule in Zofingen und arbeitete bei der Boulevardzeitung Blick für Peter Uebersax. Nach dem Ausflug in die Medienwelt studierte sie Architektur an der ETH Zürich. Ihre Diplomarbeit verfasste sie bei Mario Campi.

### Arbeit
Von Januar 1990 bis März 1991 war Pilloud als Produktmanagerin bei der Wirtschaftsinformatikschule Schweiz (WISS) angestellt. Sie war zuständig für das Marketing der Berufslehrgänge zum Informatikprojektleiter und Projektleiterassistent. Von April 1991 bis Januar 1994 arbeitete sie als Architektin bei der Suter + Suter AG, einem Architekturunternehmen in Basel.
Von Februar 1994 bis Dezember 2000 war Pilloud als Business Unit Managerin verantwortlich für das IT-Projektgeschäft der IBM Schweiz. Ihr Vorgesetzter war Riet Cadonau. In dieser Funktion arbeitete Pilloud unter anderem mit Isabelle Welton und Susanne Ruoff zusammen. Von Januar 2001 bis Mai 2003 war Pilloud CIO und Leiterin eServices der Bon appétit Group (heute Rewe). Von Juni 2003 bis Februar 2011 war Pilloud Senior Vice President Western Europe ICTO bei der Deutschen Telekom AG.
Von April 2011 bis Dezember 2017 war sie Leiterin Personenverkehr und als erste Frau Mitglied der Konzernleitung der Schweizerischen Bundesbahnen (SBB). Dort war sie verantwortlich für das operative Geschäft der Division Personenverkehr der SBB, inklusive der Tochtergesellschaften im Bereich Regionalverkehr, Bahncatering und Tourismus. Ab Januar 2018 war Pilloud Delegierte für öV-Branchenentwicklung bei den SBB. Im Februar 2019 kündigte sie an, die SBB zu verlassen.
2018 begann sie eine Verwaltungsratskarriere. Seit 2018 ist sie Verwaltungsrätin des Schweizer Telekomunternehmens Salt Mobile und seit 2017 Vorstandsmitglied von Schweiz Tourismus. Im Jahr 2019 kandidierte Pilloud für das Präsidium des Migros-Genossenschafts-Bundes, unterlag jedoch auf der Migros-Delegiertenversammlung im März Ursula Nold.
Seit 2019 ist sie Verwaltungsrätin von FehrAdvice & Partners AG (gegründet 2010 von Ernst Fehr und dem CEO von FehrAdvice, Gerhard Fehr), einem Behavioral Design- und evidenzbasierten Strategieberatungsunternehmen, das sich auf Verhaltensökonomik (Behavioral Economics) spezialisiert hat.
Im August 2019 übernahm Pilloud als CEO die Geschäftsführung des Schweizer Telekommunikationunternehmen Ascom. Pilloud war bereits ab April 2019 Präsidentin des Verwaltungsrats bei Ascom. Am 7. November 2019 wurde kommuniziert, dass Pilloud sich aufs operative Geschäft konzentriert. Sie trete daher mit sofortiger Wirkung als Präsidentin und Mitglied des Verwaltungsrats zurück und bleibt CEO. Nach zweieinhalb Jahren Tätigkeit als CEO der Ascom Holding trennte sich der Verwaltungsrat von Pilloud per Ende Januar 2022,  Nachfolger wurde Nicolas Vanden Abeele.
Am 8. Dezember 2022 wurde Pilloud zur Präsidentin des Verwaltungsrats des Bahnherstellers Alstom Switzerland gewählt.

## Familie
Pilloud ist verheiratet mit Marco Herr, einem Luxemburger und gebürtigen US-Amerikaner, der an der George Washington University Politologie studierte und als Schwimmer an Welt- und Europameisterschaften teilnahm. Sie haben zwei Kinder; eine Tochter (* 1998) und einen Sohn (* 2000).